# 서뉴기니산악쥐
서뉴기니산악쥐(Rattus arrogans)는 쥐과에 속하는 설치류 포유류이다. 해발 2,200m와 4,050m 사이의 뉴기니섬 중부와 서부 산악 지대에 널리 분포한다. 숲과 관목 지대, 초원에서 서식한다. 이전에 이끼숲쥐(R. niobe)의 아종으로 간주하기도 했다.